# Megrelové
Megrelové (gruzínsky: მეგრელები; megrelsky: მარგალეფი) jsou etnická skupina žijící v Gruzii. Žijí především v kraji Samegrelo–Horní Svanetie. Hovoří megrelštinou, ale jsou obvykle bilingvní a zároveň hovoří gruzínsky. Megrelština patří mezi kartvelské jazyky. Genealogicky nejblíže má k lazštině, s níž tvoří skupinu tzv. zanských jazyků. Megrelové a Lazové jsou někdy označování společně jako Zanové. Spolu s Karty a Svany jsou Megrelové jedním ze tří klíčových prvků etnogeneze gruzínského národa. V Gruzii dnes žije okolo 400 000 Megrelů.

## Dějiny
O Megrelech pravděpodobně psal Klaudios Ptolemaios ve 2. století př. n. l., když užil pojmu Manraloi (Μάνραλοι) pro označení obyvatel Kolchidy. Kolchidské království, v němž lze hledat kořeny etnika, však vzniklo mnohem dříve, již ve 13. století př. n. l. V Imeretském království (1260–1810) byla Megrelie autonomní oblastí. V několika sčítáních lidu v rámci Ruské říše a raného Sovětského svazu byli Megrelové považováni za samostatnou skupinu, především proto, že v době připojení Megrelie byla politicky oddělená od východní Gruzie, tedy od hlavních center středověkých gruzínských království. Poslední takové sčítání proběhlo roku 1927. Tehdy se 242 990 osob přihlásilo k megrelské národnosti a 284 834 osob označilo megrelštinu za svůj první jazyk. Ve 30. letech 20. století byli Megrelové přeřazeni do širší kategorie Gruzínů. Megrelem byl i Lavrentij Pavlovič Berija, šéf tajné policie NKVD za stalinské éry. V roce 1952 vypukla tzv. megrelská aféra, kdy byla skupina politiků megrelského původu obviněna z "megrelského spiknutí", vytvoření tajného kruhu megrelských nacionalistů spolupracujících se západními imperialisty. Kampaň měla zjevně za cíl eliminovat vliv Beriji, vůči němuž rostla Stalinova nedůvěra. Následovala čistka v Komunistické straně Gruzie, jejíž obětí byli zejména Megrelové, většinou Berijovi chráněnci (sám Berija se obětí čistky nestal). Po Stalinově smrti v roce 1953 se Berijovi podařilo dočasně vrátit své klienty do mocenských pozic. Nicméně později bylo mnoho z nich stíháno jako členové “Berijova gangu”, to když Berija definitivně prohrál boj o Stalinovo nástupnictví. Megrelové byli početně poměrně silní v Abcházii, ale přibližně 180 000–200 000 jich bylo z Abcházie vyhnáno v důsledku gruzínsko-abchazského konfliktu na počátku 90. let 20. století a následných etnických čistek v tomto separatistickém regionu. V současné době se většina Megrelů identifikuje jako podskupina gruzínského národa, ale zachovává si mnoho charakteristických kulturních rysů.
K megrelskému etniku patřili například Zviad Gamsachurdia (první demokraticky zvolený prezident Gruzie), Merab Kostava (disident komunistického režimu), Şevkefza Sultan (čtvrtá manželka sultána Abdülmecida I.) nebo Geno Adamija (vojenský velitel, který padl ve válce v Abcházii).